# 仙台カップ国際ユースサッカー大会
仙台カップ国際ユースサッカー大会（せんだいカップこくさいユースサッカーたいかい）は、例年、宮城県仙台市で開催されていた、南米・欧州・東アジアの4か国の19歳以下または18歳以下のナショナルチームによる国際サッカー大会であった。総当りリーグ戦による勝ち点で順位が決まる。略称は「仙台カップ」。現在、開催は中止状態である。

## 概要
2002年（平成14年）に開催された「FIFAワールドカップ」の会場の1つとして宮城県でも試合が行われた事と、この時のイタリア代表チームが仙台市でキャンプを行った事を記念して、翌2003年（平成15年）より行われるようになった。
第1回（2003年）大会は、「2002 FIFAワールドカップ」の優勝国であるブラジル代表と、仙台でキャンプを行ったイタリア代表、そして、日本代表と東北地方の高校生選抜の計3か国4チームが参加し、ブラジルが優勝した。第2回（2004年）大会も同様の参加チームで、イタリアが優勝。
第3回（2005年）大会はイタリアに替わってクロアチア代表が参加し、第4回（2006年）大会以降はクロアチアに替わってフランス代表が参加した。このため、仙台カップは南米と欧州を代表するサッカー強国の代表ユースと、日本および東北が対決するという形で推移してきた。
第6回（2008年）大会からは、東北選抜チームに替わって韓国代表が参加する事となり、全ての参加チームがナショナルチームとなった。第8回（2010年）大会では韓国に替わって、AFC U-19選手権2010を同年10月に開催する中華人民共和国から中国代表が参加することになった。
なお、元ベガルタ仙台監督の清水秀彦が東北選抜チームの監督をしていたが、現在は当大会のアンバサダー（親善大使）となっている。
2011年大会は東日本大震災の影響で開催が中止になり、2012年も仙台市側が仙台カップの事業費を東日本大震災復興費用に充てるため、新年度の当初予算案に仙台カップ事業費の計上を見送ったため2年連続で開催中止となった。2013年以降の大会開催についても仙台市の担当者が仙台市議会で「早期再開は困難」、「震災前から運営経費の負担の在り方、観客数の伸び悩みなどが課題となっていた。震災復興の状況を踏まえ再開への道筋を考える」と発言したため仙台カップの再開が暗礁に乗り上げた形になった。

## 「FIFA U-20ワールドカップ」との連動
2年ごとに開催されている「FIFA U-20ワールドカップ」（U-20W杯）の予選を兼ねる「AFC U-19選手権」(AFC U-19) が、「U-20W杯」開催前年の秋に開催されている。これに、静岡県で8月に開催されるSBSカップ国際ユースサッカー、および、9月に開催される仙台カップが共に連動しており、「AFC U-19」開催年は19歳以下 (U-19)、開催前年は次の年を見越して18歳以下 (U-18) がSBSカップおよび仙台カップの出場資格となる。
SBSカップは以前からこのような連動をしていたが、仙台カップが連動し始めたのは第5回（2007年）および第6回（2008年）からである。かつてはSBSカップが「AFC U-19」開催前最後の強豪国との試合の機会であったが、SBSカップと「AFC U-19」との間の時期に仙台カップが入ったことと、南米・欧州・東アジアの4か国の第2種世代のナショナルチームが参加する国別対抗戦という開催形式により、第2種世代のサッカー日本代表にとって仙台カップの重要度が増した。
なお、日本で開催されている第2種世代の国際大会には、仙台カップとSBSカップの他にサニックス杯国際ユースサッカー大会 (U-18)、国際ユースサッカー in 新潟 (U-17)、豊田国際ユースサッカー大会 (U-16)、北海道国際ユースサッカー大会 (U-16) があるが、全ての参加チームがナショナルチームであるのは仙台カップだけである。

## 会場
ユアテックスタジアム仙台

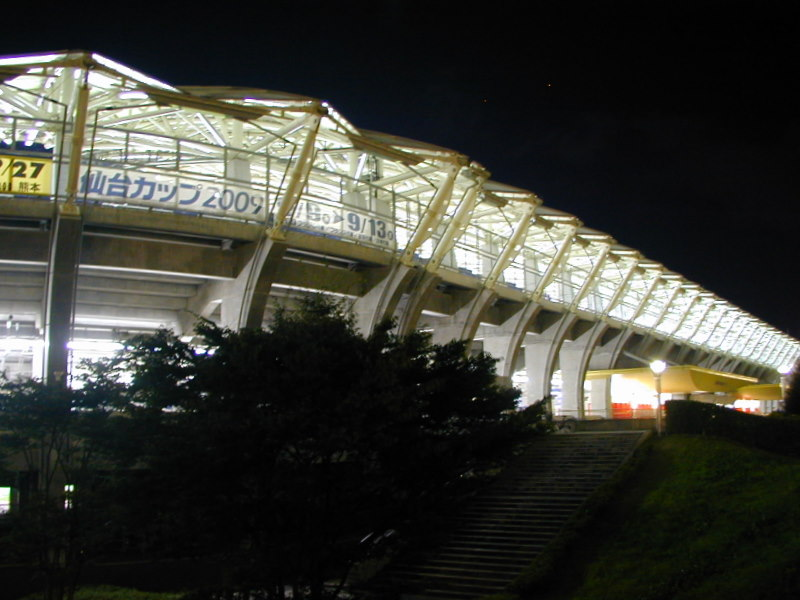
仙台カップ開催時のユアテックスタジアム仙台の外観（2009年9月10日）

- 試合会場は、サッカーイタリア代表が2002 FIFAワールドカップのキャンプで用いたスタジアム。
- 第1回大会から一貫して「仙台スタジアム」で試合が行われているが、2006年（平成18年）から命名権が導入されたため、会場名が「ユアテックスタジアム仙台」に変更された。
- ユアテックスタジアム仙台をホームスタジアムとしているベガルタ仙台（Jリーグ）およびソニー仙台FC（JFL）は、大会期間中はアウェイ戦が組まれる。

## 結果

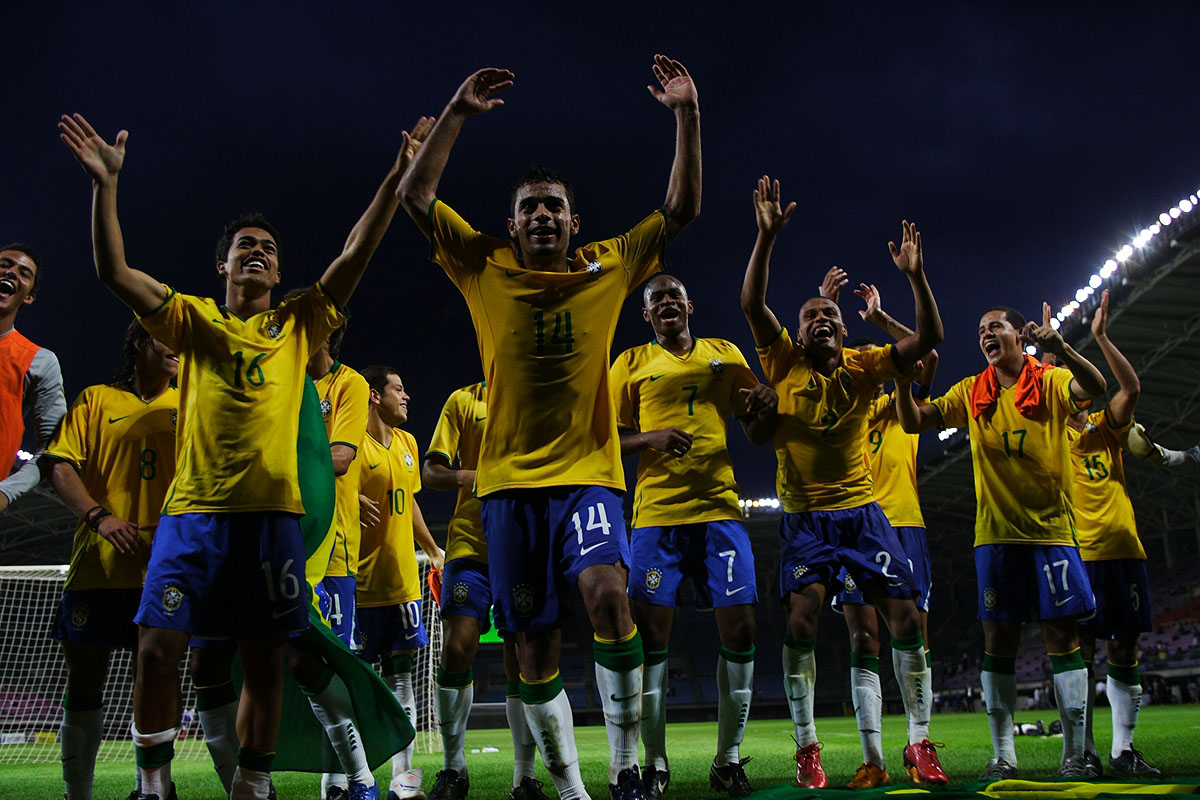
第6回大会でフランスに勝利して優勝を決め、歓喜するU-19ブラジル代表（2008年9月15日）

| 回 | 年     | 試合日                   | 年代                     | 優勝                     | 2位                      | 3位                      | 4位                      |
| -- | ------ | ------------------------ | ------------------------ | ------------------------ | ------------------------ | ------------------------ | ------------------------ |
| 1  | 2003年 | 9月25日・27日・28日      | U-18                     | ブラジル                 | 日本                     | イタリア                 | 東北                     |
| 2  | 2004年 | 9月18日・20日・23日      | U-18                     | イタリア                 | ブラジル                 | 東北                     | 日本                     |
| 3  | 2005年 | 9月15日・17日・19日      | U-18                     | ブラジル                 | 日本                     | 東北                     | クロアチア               |
| 4  | 2006年 | 8月31日・9月2日・3日     | U-18                     | ブラジル                 | フランス                 | 日本                     | 東北                     |
| 5  | 2007年 | 8月29日・9月1日・2日     | U-18                     | フランス                 | 東北                     | ブラジル                 | 日本                     |
| 6  | 2008年 | 9月11日・14日・15日      | U-19                     | ブラジル                 | 日本                     | フランス                 | 韓国                     |
| 7  | 2009年 | 9月9日・10日・12日・13日 | U-18                     | ブラジル                 | フランス                 | 韓国                     | 日本                     |
| 8  | 2010年 | 9月9日・11日・12日       | U-19                     | ブラジル                 | 日本                     | フランス                 | 中国                     |
| 9  | 2011年 | 東日本大震災の影響で中止 | 東日本大震災の影響で中止 | 東日本大震災の影響で中止 | 東日本大震災の影響で中止 | 東日本大震災の影響で中止 | 東日本大震災の影響で中止 |

| 国・地域名 | 優 | 準 | 三 | 四 | 出場 |
| ---------- | -- | -- | -- | -- | ---- |
| ブラジル   | 6  | 1  | 1  | 0  | 8    |
| フランス   | 1  | 2  | 2  | 0  | 5    |
| イタリア   | 1  | 0  | 1  | 0  | 2    |
| 日本       | 0  | 4  | 1  | 3  | 8    |
| 東北       | 0  | 1  | 2  | 2  | 5    |
| 韓国       | 0  | 0  | 1  | 1  | 2    |
| クロアチア | 0  | 0  | 0  | 1  | 1    |
| 中国       | 0  | 0  | 0  | 1  | 1    |

## 歴代出場選手

### 2003年（第1回）
- レナン・ブリト
- ジエゴ・アウヴェス
- イウシーニョ
- ウイルソン
- 松井謙弥（Cap.）
- 西川周作
- 水本裕貴
- 平山相太
- エミリアーノ・ヴィヴィアーノ
- マルコ・モッタ
- ミケーレ・カニーニ
- ダニエレ・ガッロッパ
- 東北 萬代宏樹（Cap.）
- 東北 山本脩斗
- 東北 奥山泰裕

### 2004年（第2回）
| MVP - アンドレア・マジエッロ MIP - カイオ - 東北 大久保剛志 - 柳澤隼 | その他 - マルコ・アンドレオッリ - ドメニコ・クリッシト - アンドレア・コーダ - アレッシオ・チェルチ - マルコ・モッタ - ルイス・アドリアーノ - 八田直樹（Cap.） - 青山直晃 - 本田圭佑 - 興梠慎三 - 東北 福士徳文（Cap.） - 東北 遠藤康 |

### 2005年（第3回）
| MVP - ルーカス・レイヴァ MIP - 山本真希 - 東北 香川真司 - イゴル・プラヒッチ | その他 - 山本真希（Cap.） - 安田理大 - 内田篤人 - 梅崎司 - 柏木陽介 - 森本貴幸 - 東北 小澤竜己（Cap.） - 東北 ロメロ・フランク - 東北 伊東俊 - 東北 東浩史 - サッコーニ - ドラジェン・カラス - ニコラ・カリニッチ |

### 2006年（第4回）
| MVP - デニウソン MIP - ケヴァン・モネ＝パケ - 遠藤康（3年連続出場。'04,'05年は東北代表） - 東北 下田光平 | その他 - アレシャンドレ・パト - ヤニック・サグボ - アントニー・モデスト - ガリー・ボカリ - マロリー・マルタン - ダミアン・プレッシ - 遊佐克美（Cap.） - 清水圭介 - 乾貴士 - 森村昂太 - 平繁龍一 - 長沢駿 - 東北 鈴木弾 |

### 2007年（第5回）
| MVP - ユヌス・サンカレ MIP - 東北 佐々木絢也（Cap.） - タルタ - 比嘉厚平 | その他 - ジャメル・バカール - ダビド・ヌゴグ - 井上裕大（Cap.） - 宮澤裕樹 - 椋原健太 |

### 2008年（第6回）
| MVP - ジョナタス MIP - 山本康裕 - アルフレッド・エンディアイエ - イ・チャンホ | その他 - ドウグラス・コスタ - フェリペ - 権田修一（Cap.） - 水沼宏太 - 河野広貴 - 柿谷曜一郎 - 下田光平（3年連続出場。'06,'07年は東北代表） - ダミアン・ル・タレク - セバスティアン・コルシア - ヤン・エムヴィラ - バディス・リビー - エマニュエル・リヴィエール - ジョン・ジュンヨン - キム・ヨングォン |

### 2009年（第7回）
| MVP - ジェルソン MIP - ガエル・カクタ - リム・チャンウ - 古林将太 | その他 - 清武弘嗣（Cap.） - 原口元気 - ゲイダ・フォファナ - フランシス・コクラン - ヤニス・タフェール - ジル・スヌ |

### 2010年（第8回）
| MVP - オスカル MIP - 酒井高徳 - ヤヤ・サノゴ - 金敬道 | その他 - 中村隼 - 内田達也 - 遠藤航 - 宇佐美貴史 |

## テレビ中継
大会当初からミヤギテレビ（以下MMT）が担当しており、2006年までは全試合放送していたが生中継の場合、後半戦のみ（例13:00キックオフ、14:00中継開始）しか放送できない試合もあった。2007年は最終日のみを放送し、2008年も最終日の2試合を深夜26:35-29:00の中継録画に加え9月23日にダイジェストで放送。2009年は最終日2試合が当日深夜に放送、2010年は2日目の2試合を放送と年々放送規模が縮小されている。
原因としては平日夜の試合が増え中継枠が確保できないこと、MMTのスポーツ中継が11月まで毎週のように乱立（9月第4週→MMT杯ダンロップ女子ゴルフ、10月第1週→カメイカップ東北ユースサッカー、10月最終週→杜の都駅伝、11月第2週→高校サッカー県決勝、ベガルタ仙台中継）しており人員が足りないことなどが考えられる。
※駅伝中継は日本テレビのスタッフも参加する。
※カメイサッカーとベガルタ中継は2008年に行われた。
2003年大会ではMMT杯ゴルフ中継と日程が重なってMMTがスタッフ不足に陥り、隣県のテレビ岩手から岩瀬弘行アナウンサーが派遣されてリポーターを担当し、終了時の協力クレジットにTVIテレビ岩手と表示された。

## 日程
「FIFA U-20ワールドカップ」との連動が始まったことにより、第6回（2008年）大会から、9月第2土・日に仙台市都心部で開催されている定禅寺ストリートジャズフェスティバルと日程が重なるようになった。仙台カップは泉中央で開催され、主催者も異なるため、両者の間で共同イベントは行われていない。